# Jardín Botánico Hanbury

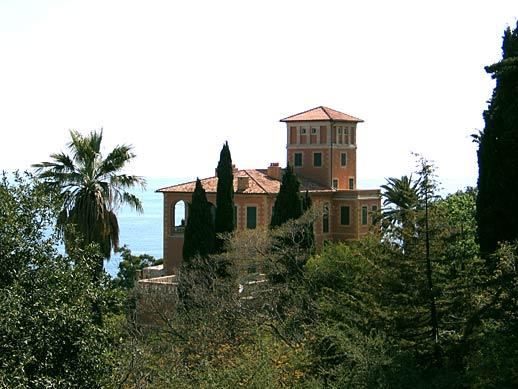
La villa Handbury.

El Jardín Botánico Hanbury (en italiano : Giardini botanici Hanbury) es un jardín botánico de 18 hectáreas de extensión que se encuentra en Ventimiglia en la región de Liguria, Italia. Está administrado por la Universidad de Génova siendo su código de identificación internacional : GE. Esta institución pertenece como miembro al BGCI.

## Localización
Cabo de Mortola, Mortola inferiore.
En Menton, tomar la carretera RN7 Pont Saint-Louis.
La entrada se encuentra en la parte superior del jardín.
Orto Botanico "Hanbury"

Universita Degli Studi di Genova Dip.Te.Ris Corso Europa 26 I-16132 Génova, Italia
- Teléfono : 39 (0)10 209 9392

## Historia
En 1867, Thomas Hanbury, un inglés que había hecho fortuna en la India, estaba en busca de una residencia lejos de los lluviosos inviernos británicos. Después de haber recorrido el sur de Francia y la costa ligur, descubre el cabo de Mortola y decide instalarse en este lugar. La localización es totalmente excepcional: un declive de 18 hectáreas cubierto con olivares, con cítricos y con vides que llega hasta el Mediterráneo, cruzado por la Vía Julia Augusta que conectaba las Galias con la Italia romana. Sobre la extensa propiedad se eleva también una residencia construida en el siglo XVI.
Antes de hacer la adquisición de la finca, Thomas Hanbury decide, según los consejos de su hermano Daniel, un farmacéutico y botánico apasionado, que su propiedad albergará un jardín de plantas exóticas.
La tarea fue inmensa ya que los árboles y las plantas del lugar sufrieron de una falta de mantenimiento y condiciones meteorológicas inusuales (heladas). Los trabajos comienzan en 1868 bajo la dirección de Daniel y gracias a la ayuda del jardinero alemán Ludovic Winter y el ingeniero hidrólogo belga Paul-Vincent Levieux, el jardín se fue configurando.
En 1875, Daniel murió y Ludovic Winter deja la finca para consagrarse a su propio vivero, comprometiendo el futuro del jardín. Sin embargo, Thomas Hanbury decide seguir el trabajo de su hermano. Así pues, con la participación de expertos alemanes como Gustav Cronemayer, Kurt Dinter y Alwin Pastor, el jardín casi alcanza la perfección.
Redactado en 1883, el primer Index Seminum propone las semillas de 600 especies de plantas. El primer catálogo de las plantas cultivadas en el Hortus Mortolensis, publicado en 1889 contabiliza 3500 especies mientras que el tercero, publicado en 1912 contaba con 5.800.

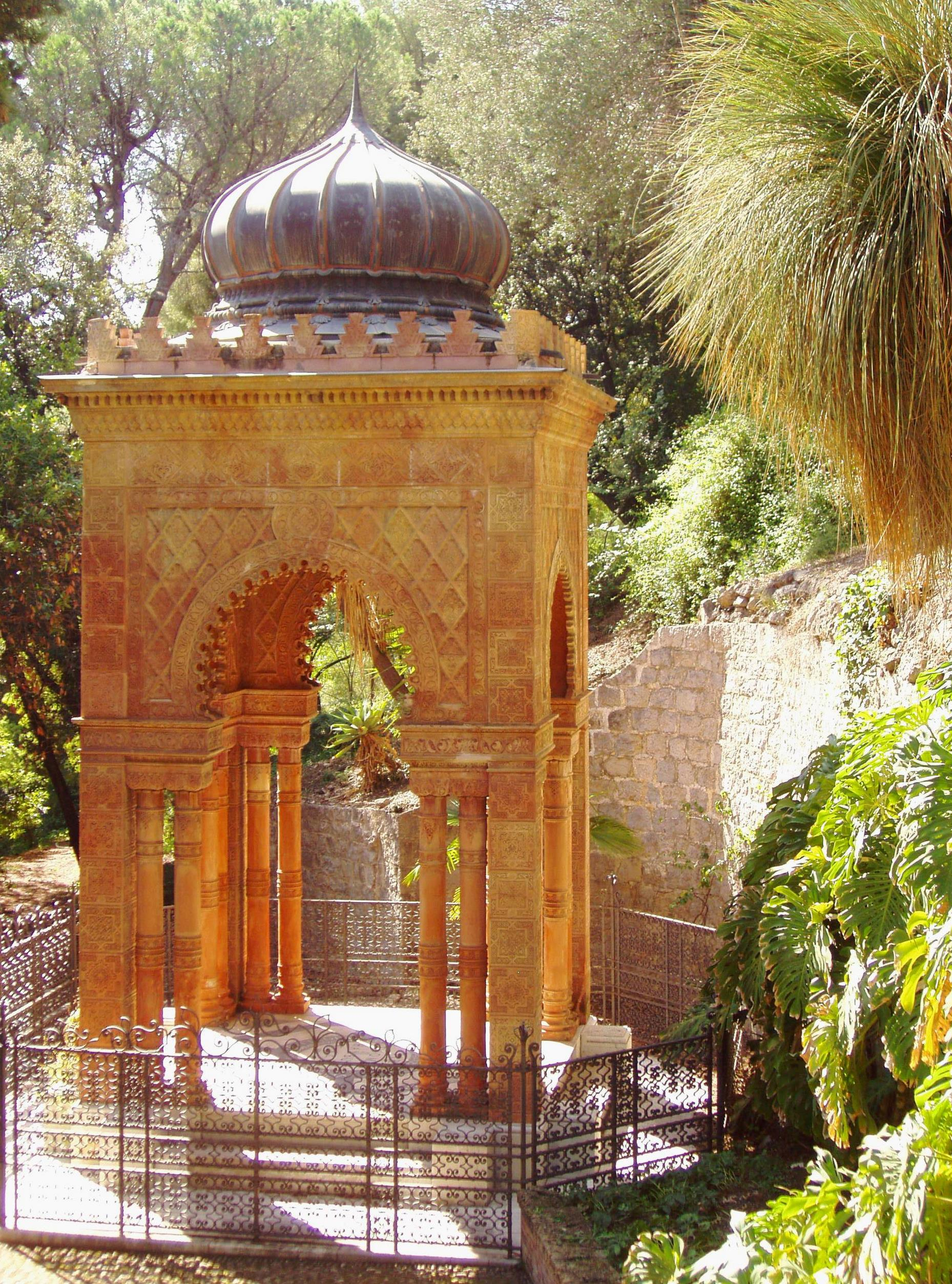
Mausoleo de los Hanbury.

Thomas Hanbury murió en 1907 y es su hijo Cecil quien hereda la propiedad. Poco después, estalla la Primera Guerra Mundial y se olvida el jardín. Sin embargo, en 1918, la esposa de Cecil, Lady Dorothy, reanuda nuevamente el ámbito. Demostrando una gran iniciativa personal, crea un jardín mediterráneo, en las terrazas de invierno y abre al público una parte del parque.
Durante la Segunda Guerra Mundial, el jardín es devastado por los bombardeos, el paso de las tropas y el vandalismo. No teniendo ya los medios financieros de mantener el ámbito, Lady Dorothy lo vende al Estado italiano en 1960 asegurándose de su inalienabilidad. 
Al final de la década de 1960, el "Instituto Internacional de Estudios Ligures" al que se confió la gestión del jardín, emprende importantes trabajos de restauración. Pero a falta de créditos suficientes, el Instituto abandona y en 1983, el jardín pasa bajo el control de la Universidad de Génova. En la actualidad, la Universidad sigue la adaptación del jardín así como el trabajo de censo botánico. Se publicó por otra parte un nuevo catálogo en 1996, que contaba 7000 especies de plantas.
Sobre las 18 hectáreas con las que cuenta el jardín, nueve están ocupados por especies mediterráneas y las nueve restantes por especies exóticas. Así se puede admirar un pequeño bosque australiano, un jardín mexicano, una gran variedad de suculentas originarias de los distintos desiertos del globo y una bonita colección de cycadas del Extremo Oriente. 
Es de tener en cuenta que las cenizas de Thomas Hanbury, de su esposa y de Lady Dorothy descansan en un mausoleo de estilo morisco construido en medio del jardín.

## Colecciones
Este jardín botánico alberga unos miles de especies botánicas (casi 6000 catalogadas en el 1912) de origen principalmente tropical y subtropical, organizadas en zonas por grupo botánico.
Entre las más significativas:

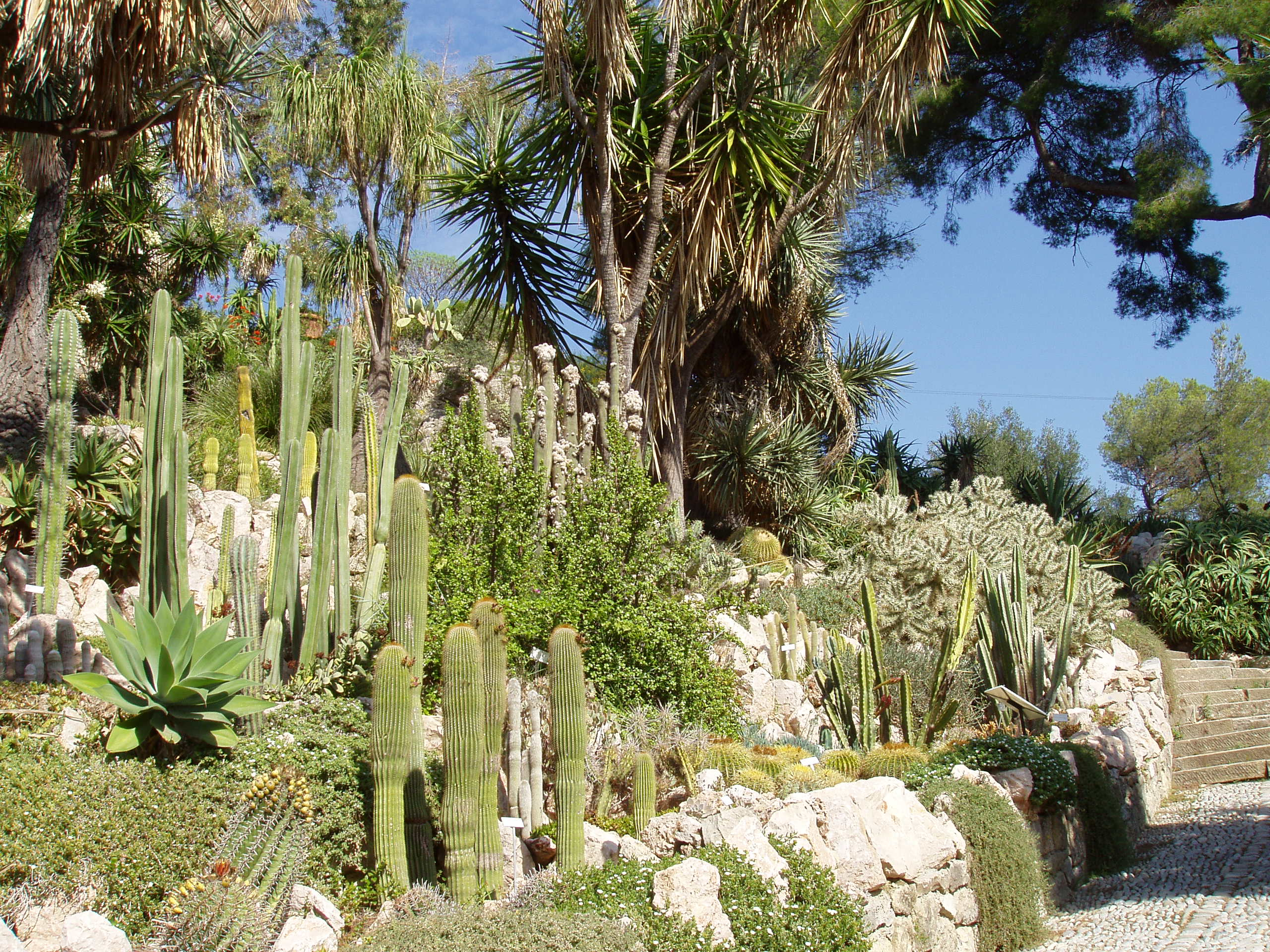
La colección de suculentas.

- Agaves, con 114 especies presentes en el catálogo del 1912
- Aloes
- Suculentas: Cactaceae y Crassulaceae
- Eucaliptos
- Euforbias
- Brugmansias
- Pasifloras
- Helechos
- Los frutales tropicales: bananos y aguacates
- Yucca
- Cicadas
- Ginkgo biloba
- Rosaleda y colección de peonias
- Plantas aromáticas mediterráneas